# سيرج أفيديكيان
سيرج أفيديكيان (بالفرنسية: Serge Avédikian)‏ (و. 1955 – م) هو ممثل، ومخرج سينمائي، وكاتب سيناريو من فرنسا. وُلد في يريفان عاصمة أرمينيا.

## روابط خارجية
- سيرج أفيديكيان على موقع IMDb (الإنجليزية)
- سيرج أفيديكيان على موقع ألو سيني (الفرنسية)
- سيرج أفيديكيان على موقع أول موفي (الإنجليزية)
- سيرج أفيديكيان على موقع قاعدة بيانات الفيلم (الإنجليزية)
- سيرج أفيديكيان على موقع كينوبويسك (الروسية)